# Ekstersibia
De ekstersibia (Heterophasia melanoleuca) is een zangvogel uit de familie Leiothrichidae.

## Verspreiding en leefgebied
Deze soort komt voor in Zuidoost-Azië en telt drie ondersoorten:
- H. m. radcliffei: oostelijk Myanmar, noordwestelijk Thailand en noordwestelijk Laos.
- H. m. castanoptera: zuidoostelijk Myanmar.
- H. m. melanoleuca: zuidelijk Myanmar en westelijk Thailand.

## Status
De grootte van de populatie is niet gekwantificeerd maar de soort wordt omschreven als algemeen. Op de Rode lijst van de IUCN heeft deze soort de status niet bedreigd.